# Voie romaine (Mercurey)
La voie romaine à Mercurey est une voie romaine située sur le territoire de la commune de Mercurey dans le département français de Saône-et-Loire et la région Bourgogne-Franche-Comté.

## Historique
Elle fait l'objet d'un classement au titre des monuments historiques depuis le 27 juin 1935.